# Carlo Ludovico Bompiani
Carlo Ludovico Bompiani (Roma, 9 giugno 1902 – Roma, 29 marzo 1972) è stato un pittore italiano.

## Biografia
Nato dal pittore Augusto Bompiani e da Anna Piacentini, ha seguito gli studi artistici sotto la guida del padre (titolare con suo padre, e nonno di Carlo, Roberto dell'Accademia Raffaello Sanzio), frequentando regolari corsi scolastici e riportando diplomi di merito per gli esercizi dal vero, la composizione e la figura. Ha frequentato poi assiduamente le Accademie del nudo di Francia e di Inghilterra. Nel 1926 ha vinto un premio dell'Accademia d'Inghilterra per il disegno di nudo.
Nel 1927 ha vinto, a Concorso Nazionale, la borsa di studio per un solo posto di studi pittorici dell'Istituto Catel, della quale ha usufruito "per l'intero quadriennio stabilito (1º giugno 1927 - 31 maggio 1931) avendo sempre favorevolmente corrisposto agli impegni annuali determinati dal Concorso per il vincitore, compreso il saggio finale". Fin dai primi anni degli studi accademici ha svolto un'intensa attività artistica nel suo studio di Roma in via Angelo Brunetti. La sua arte figurativa in quel periodo si è espressa in ritratti, nature morte e paesaggi, oggi in collezioni private. Ha partecipato attivamente alle mostre della Società degli Amatori e Cultori di belle Arti, conseguendo segnalazioni e premi.

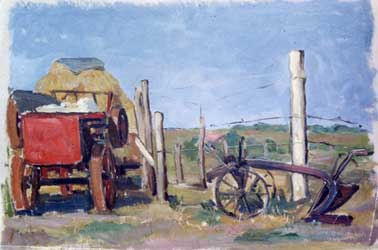
La trebbia

Dal 1935 ha iniziato a lavorare anche nel campo della pubblicità cinematografica. Invitato dalConsorzio EIA ad entrare stabilmente come pittore pubblicitario nella sua organizzazione, vi è rimasto due anni e quindi è passato ad organizzare e dirigere l'Ufficio pubblicità della Generalcine, allora concessionaria della RKO e noleggiatrice di Cinecittà (uno dei collaboratori fu il cartellonista Sergio Gargiulo), fino a quando gli sviluppi della seconda guerra mondiale hanno interrotto ogni attività.

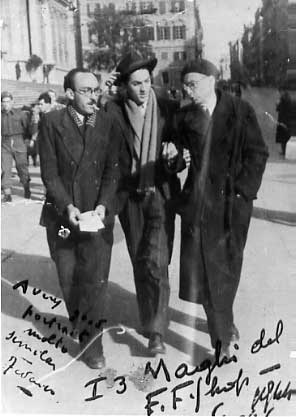
Bompiani, Fellini e Guasta
(Roma, 1944)

Alla fine della guerra la sua originale vena umoristica si è espressa con successo collaborando con un gruppo di intellettuali, fra cui Federico Fellini e Guglielmo Guasta Veglia, ad un "laboratorio" (Funny Face Shop) di ritratti caricaturali. Dalla fine degli anni quaranta e fino al 1954 si è occupato della realizzazione e della conduzione di un teatro di burattini, il Teatro Piccolo. La compagnia teatrale era molto grande perché la realizzazione degli spettacoli coinvolgeva un nutrito numero di operatori, tra attori e tecnici vari.

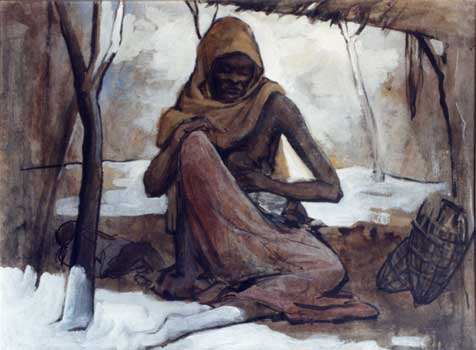
La Capanna

Gli spettacoli che andavano in scena erano talvolta ispirati a racconti classici, e talvolta originali, scritti appositamente e sceneggiati per le rappresentazioni del Teatro Piccolo. Carlo Ludovico Bompiani ha dato vita a questo teatro realizzando scenografie, costumi e personaggi e inserendo nelle colonne sonore, recitate da attori di prosa professionisti, sia musiche note che brani originali appositamente scritti. Ha insegnato per dodici anni all'Accademia Libera del Nudo presso l'Associazione Artistica Internazionale, prima presso la sua sede storica di via Margutta e poi presso la Torre dei Conti (via Cavour).
Dal 1968 al 1971 ha soggiornato in Somalia, a Mogadiscio. Il paese allora, prima dei disastrosi recenti eventi bellici, risultò per lui estremamente interessante e ne fa fede la copiosissima produzione artistica di quel periodo. Nei suoi lavori Somali si nota inoltre un notevole rinnovamento nelle tecniche e nei contenuti rispetto alla sua produzione precedente.

## Alcune sue opere
La sua produzione artistica si è andata facendo sempre più intensa, ottenendo un unanime consenso di critica all'estero e nel resto d'Italia, oltre che a Roma, dove viveva. Le sue opere hanno avuto molti committenti sia pubblici che privati. Le tecniche che utilizzava erano molteplici. Egli alternava lavori ad olio o acrilico agli affreschi, ai mosaici, alle opere in terracotta smaltata, alla cartellonistica.
I suoi soggetti spaziavano dalla figura al ritratto, dal paesaggio alla natura morta, in una continua evoluzione espressiva. Notevole anche il suo contributo nel campo del restauro pittorico. Nel 1963 è stato chiamato dal comune di Roma alla realizzazione del presepio di piazza Navona, incarico che all'epoca veniva assegnato per chiara fama agli artisti più noti.

### Produzione pittorica
La grande maggioranza dei suoi quadri si trova in collezioni private, soprattutto a Roma, ma anche a Milano, Parigi, Londra, New York, Monaco di Baviera.
Si riporta un sintetico campione della sua produzione artistica:

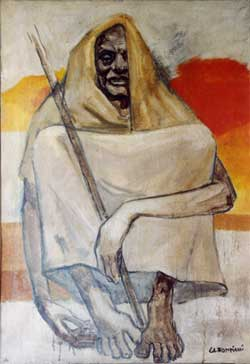
Il mendicante

| Vista di Anticoli           | Cantiere con scavo             | Crocifissione                |
| La Tomba del Santone        | La lavandaia                   | Ritratto di Adriana          |
| La trebbia                  | Il mendicante                  | Il vento                     |
| Conchiglia con pesce rosso  | Pellegrinaggio alla SS Trinità | La capanna                   |
| Pescatore somalo            | Il riposo                      | Ritratto di Guglielmo Guasta |
| Il guardasigilli            | Cascina con fico d'India       | La spiaggia                  |
| Paesaggio da sotto il ponte | Strada di Anticoli con scala   | Trastevere                   |
| Conchiglia grigia           | Impalcature                    | Il pozzo                     |
| Ritratto della madre        | Ritratto della figlia          | Deposizione                  |
| Testa di vecchia            | Autoritratto con manichino     | Natura morta con bottiglie   |
| Autoritratto con burattino  | Autoritratto con "futa"        | L'attesa                     |
| Il boscaglioso              | Colonnato di S. Pietro         | La Domenica delle Palme      |
| Shec-shec                   | La solitudine                  | La Notte                     |

### Grandi decorazioni

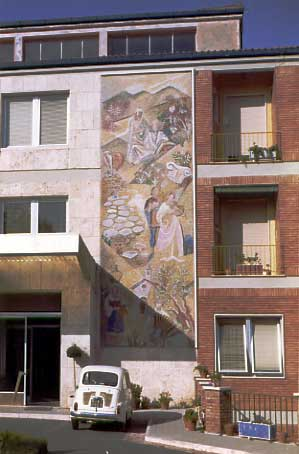
Mosaico a Mondragone (Frascati)

| Ente                                      | Data        | Descrizione |
| ----------------------------------------- | ----------- | --- |
| ENPAS                                     | 1960        | Mosaico (27 m²) sulla facciata della Casa di Riposo di Mondragone                                                                                   |
| ENPAS                                     | 1960        | Parete in marmo nero graffito (20 m²) nell'atrio della nuova sede in Catania                                                                        |
| INPS                                      | 1957        | Mosaici (14 m²) nel refettorio del Preventorio Vigilato di Iglesias                                                                                 |
| INPS                                      | 1957        | Pala d'altare in mosaico (9 m²) per la cappella del medesimo                                                                                        |
| Suore Mercedarie di via Garigliano (Roma) | 1962        | Scultura a bassorilievo in terracotta smaltata (9 m²) nella sala di ingresso della clinica su via Tagliamento                                       |
| Clinica Moscati                           | 1964        | Sculture, pitture, mosaici e sistemazione artistica della cappella                                                                                  |
| Suore di S. Giovanna Antida (Roma)        | 1965 - 1968 | Per la chiesa di S. Giovanna Antida alla Circonvallazione Clodia, grandi tele sulla vita della Santa                                                |
| Privati                                   |             | Grandi composizioni in terracotta smaltata in vari locali e bar di Roma (Fassi in via Piave, Gran Caffè Marini e Bar Niagara in via Solferino ecc.) |

### Restauri
| Ente                                                       | Data                    | Descrizione |
| ---------------------------------------------------------- | ----------------------- | --- |
| Vicariato di Roma                                          | 1950                    | Restauro pittorico delle decorazioni absidali deteriorate per cause belliche nella chiesa parrocchiale di S. Elena sulla Via Casilina                |
| Sovraintendenza delle Belle Arti                           | 1950                    | Restauro pittorico e rifacimento di un pezzo del soffitto di S. Maria della Verità, deteriorato e distrutto in seguito ad eventi bellici, in Viterbo |
| Istituto Nazionale delle Assicurazioni                     | 1957                    | Distacco, sistemazione su telaio e restauro di tre pannelli decorativi del pittore Angelo della Torre.                                               |
| Ministero della Pubblica Istruzione (Dir. Gen. Belle Arti) | 1958 - 1959             | Restauro di tutta la decorazione interna e degli affreschi del duomo di Oristano                                                                     |
| Ministero della Pubblica Istruzione (Dir. Gen. Belle Arti) | 1958, 1959, 1960 e 1961 | Restauro di tutta la decorazione interna e degli affreschi (e rifacimento di parte di essi) del duomo di Ales (Cagliari)                             |
| Sovraintendenza delle Belle Arti                           | 1961                    | Restauro di due affreschi all'interno del Pantheon (Roma).                                                                                           |
| Sovraintendenza delle Belle Arti                           | 1957 - 1958             | Restauri pittorici in varie chiese di Roma tra cui la basilica di Santa Maria degli Angeli (cappella di destra e grande vetrata del rosone)          |
| Sovraintendenza delle Belle Arti                           | 1962                    | Restauri delle decorazioni del duomo di Montefiascone                                                                                                |

## Mostre personali e collettive
- ottobre 1955 III edizione della Fiera di Via Margutta.
- 1956 Mostre di pittura a Liegi e Bruxelles patrocinate dall'Ambasciata d'Italia.
- febbraio 1959 Personale nella "Bottega", il suo Studio in via del Borghetto.
- settembre 1962 Collettiva di pittura e scultura ad Anticoli Corrado: "Anticoli Corrado ed i suoi artisti 1875 - 1962"
- Personale antologica di "Castelli e luoghi Danteschi". Presentazione del Prof. Mario Rivosecchi
- giugno 1964 XV edizione della Fiera di Via Margutta.
- ottobre 1964 XVI edizione della Fiera di Via Margutta.
- settembre 1967 Mostra internazionale di pittura e scultura ad Anticoli Corrado.
- dicembre 1968 Personale "Prime impressioni della Somalia" tenuto a Mogadiscio presso il "Museo della Garesa".
- dicembre 1969 Mostra collettiva di pittura presso l'Istituto Italiano di Cultura di Mogadiscio.
- maggio 1971 Personale nella Galleria "Il Cavalletto": "Mostra di impressioni e ricerche sulla Somalia". Presentazione del Prof. Luigi Tallarico

## Manifesti cinematografici realizzati
- I tre diavoli, regia di Nicolas Farkas (1935)
- Un povero milionario, regia di Joseph Santley (1937)
- Gioia d'amare, regia di Tay Garnett (1938)
- I ragazzi della strada, regia di Arthur Lubin (1939)
- Orgoglio, regia di Marco Elter (1938)
- Squadra volante, regia di Charles C. Colemann (1939)
- Don Pasquale, regia di Camillo Mastrocinque (1940)
- Fortuna, regia di Max Neufeld (1940)
- La taverna della Giamaica, regia di Alfred Hitchcock (1940)
- Biancaneve e i sette nani, (1940)
- La nascita di Salomè, regia di Jean Choux (1940)
- C'è sempre un ma!, regia di Luigi Zampa (1942)
- Rita da Cascia, regia di Antonio Leonviola (1942)
- Due cuori, regia di Carlo Borghesio (1943)
- Periferia, regia di Robert Paguy (1943)
- Hellzapoppin', regia di Henry C. Potter (1947)
- Una donna distrusse, regia di Stuart Heisler (1947)
- Allegri naviganti, regia di Arthur Lubin (1948)

## Inviti
- Concorso per "Cartelloni Turistici" dell'ENIT 1942. Ne ha vinto il primo premio.
- Concorso per un manifesto della Croce Rossa Italiana 1948, Vinto a pari merito.
- Concorso per il manifesto della Corsa Automobilistica Circuito di Collemaggio, 1950. Il Bompiani ha vinto il concorso ed il manifesto è stato usato ogni anno fino a quando la corsa è stata effettuata. Più volte è stato chiamato per "rimodernare" la vettura raffigurata in primo piano.
- VI Concorso ANMIL per un manifesto murale 1955.
- Concorso nazionale per un manifesto celebrativo della "Giornata Mondiale del Risparmio" indetto nel 1956 dall'Associazione delle Casse di Risparmio. Il suo lavoro è stato scelto fra quelli da esporre.
- Concorso nazionale per un manifesto celebrativo della "Giornata Mondiale del Risparmio" indetto nel 1958 dall'Associazione delle Casse di Risparmio. Il suo lavoro è stato scelto fra quelli da esporre.
- VI Biennale Romana - Rassegna di Arti Figurative di Roma e del Lazio - 1968.
- Concorso di Arti Figurative "L'Europa dalla leggenda all'attualità" 1966. Gli fu assegnata la Medaglia d'Oro del Senato della Repubblica.

## Incarichi
- Ha retto la carica di Sindaco dell'"Associazione Artistica Internazionale" per il 1957.
- Partecipazione alla Giuria del "IV premio Nazionale di pittura indetto dal comune di Visso nel 1964
- Partecipazione alla Commissione esecutiva dell'"Associazione Artistica Internazionale" per la Mostra d'Arte di Via Margutta del 1958.
- 1962, 1963, 1964, 1967, 1968, 1969 e 1971 Partecipazione alla Commissione giudicatrice del concorso indetto dall'Associazione Nazionale delle Casse di Risparmio, per la celebrazione della "Giornata Mondiale del Risparmio".
- Presidenza della Commissione per il restauro delle opere d'arte posseduta dal Museo di Anticoli Corrado 1968.